# Маслёнковые
Маслёнковые (лат. Suillaceae) — семейство грибов подпорядка Маслёнковые (Suillineae), порядка Болетовые (Boletales).
В настоящее время подпорядок Маслёнковые включает семейства: Мокруховые (Gomphidiaceae), Ризопогоновые (Rhizopogonaceae), Маслёнковые (Suillaceae) и Трункоколумелловые (Truncocolumellacae).

## Описание
- Виды родов Psiloboletinus[англ.] и Suillus — типичные шляпочные грибы с трубчатым гименофором. Грибы Truncocolumella[англ.] напоминают трюфели.

Большинство видов из родов Suillus и Psiloboletinus съедобны.

## Таксономия
Семейство было выделено из Boletaceae. Изначально в него входили пять родов. По результатам молекулярно-филогенетического анализа Gastrosuillus, а также Fuscoboletinus были включены в синонимику типового рода. По данным 2008 года, в семейство входят 54 вида.

### РодыSuillaceae
- Psiloboletinus Singer — Псилоболетин выделен из рода Boletinus, включает один вид.
- Rhopalogaster J.R. Johnst. — монотипный род, ранее причисляемый к Rhizopogonaceae.
- Suillus Gray — Маслёнок — самый многочисленный и известный род семейства.
- Truncocolumella Zeller ранее относился к Rhizopogonaceae и Truncocolumellaceae.